# (35) Левкофея
(35) Левкофея (лат. Leukothea) — астероид главного пояса, который принадлежит к тёмному спектральному классу C. Он был открыт 19 апреля 1855 года немецким астрономом Робертом Лютером в Дюссельдорфской обсерватории, Германия и назван в честь Левкофеи, в древнегреческой мифологии дочери Кадма и Гармонии.
В октябре 2007 года, на основании данных изменения кривой блеска астероида Левкофея, учёные определили его период вращения, как равный 31,893 ± 0,004 часа.